# Hila Noorzai
Hila Noorzai (Kabul, 22 juli 1992) is een Nederlandse presentatrice, columniste en radio-dj.

## Biografie

### Carrière
Noorzai was van 2016 tot en met 2020 te horen op Qmusic, waar ze verschillende programma's in het weekend presenteerde. In 2018 deed ze mee aan RTL 4-programma Screentest, hierin werd ze tweede. In het blad LINDA. schreef Noorzai columns. Van 2019 tot 2021 presenteerde ze De Ochtend Show to go op het videokanaal AD.nl van het Algemeen Dagblad en de zeven aangesloten regionale titels van De Persgroep. Sinds juli 2020 is zij presentatrice van de rubriek de Nieuwstrend in het tv-programma EenVandaag van AVROTROS, presenteert ze EenVandaag op NPO 1 en is ze wekelijks op NPO Radio 1 te horen op woensdag van 16:00-17:00 uur in de radioversie van EenVandaag. Noorzai schreef sinds juni 2022 columns voor &C: het tijdschrift van Chantal Janzen.
Noorzai nam in 2022 deel aan het 22e seizoen van het televisieprogramma Wie is de Mol?, waar ze als vijfde afviel. Tevens was ze datzelfde jaar te zien als verslaggever in het eenmalige televisieprogramma Samen in actie voor Oekraïne dat uitgezonden werd door NPO 1, RTL 4 en SBS6.
In 2024 presenteerde Noorzai het televisieprogramma Born Winners en Wie is de Mol? streaming-editie. In het voorjaar van 2025 was ze te zien in het RTL 4-programma Het perfecte plaatje in Italië. In juni 2025 presenteerde Noorzai de talkshow Vier avonden op rij.

#### Televisiewerk (presentatie)
- EenVandaag (2020-heden)
- Samen in actie voor Oekraïne (2020)
- Dossier Opgelicht?! (2023-2024)
- Born Winners (2024)
- 90's Dance (2024)
- Dichter bij Anne Frank (2024)
- Wie is de Mol? streaming-editie (2024)
- Vier avonden op rij (2025)

### Privé
Noorzai is geboren in Kabul, Afghanistan. Toen Noorzai een half jaar oud was vertrokken haar ouders naar Nederland.